# Musée du patrimoine culturel de Saint-Julien-du-Sault
Le musée du patrimoine culturel de Saint-Julien-du-Sault est un musée installé dans une maison datant du dernier quart du XVe siècle, située à Saint-Julien-du-Sault en France,,
au 10 de la rue de l'Hôtel-Dieu (à proximité de la rue Saint-Antoine). 

## Protection
L'édifice est inscrit au titre des monuments historiques depuis 1929.

## Description
La maison présente une façade à colombages du XVe siècle. Les poutres qui supportent l'encorbellement sont étayées par deux corbeaux. Celui de droite comporte un bas-relief de saint Vincent, patron des vignerons, en dalmatique et portant d'une main une serpette et de l'autre un évangile. Celui de gauche comporte un blason effacé.
On remarque aussi sur l'encorbellement neuf têtes de loup (engoulants) aux gueules ouvertes. Le poteau cornier donnant rue Saint-Antoine présente une statuette rustique d'une Vierge à l'Enfant.